# Imagem real
Imagem real é a que pode ser projetada sobre telas. Formada por raios emergentes do sistema óptico, ela é obtida no cruzamento de raios refletidos (reflatados) efetivos.
Um exemplo, um projetor de filmes.